# Sonate K. 256
La sonate K. 256 (F.204/L.228) en fa majeur est une œuvre pour clavier du compositeur italien Domenico Scarlatti.

## Présentation
La sonate K. 256, en fa majeur, notée Andante, forme un couple avec la sonate suivante de même tonalité. Scarlatti présente le motif initial de la première mesure en de multiples imitations qui prélude de manière lyrique à la toccata à deux voix qui suit. Le rythme de pointés, typique d'une ouverture à la française, domine toute la pièce. Seule à la fin intervient une figure de triolet et chaque section se conclut différemment.

## Manuscrits
Le manuscrit principal est le numéro 21 du volume IV (Ms. 9775) de Venise (1753), copié pour Maria Barbara ; les autres sont Parme VI 11 (Ms. A. G. 31411) et Münster (D-MÜp) II 23 (Sant Hs 3965). Une copie figure à Saragosse (E-Zac), source 2, ms. B-2 Ms. 31, fos 55v-57r, no 28 (1751–1752).

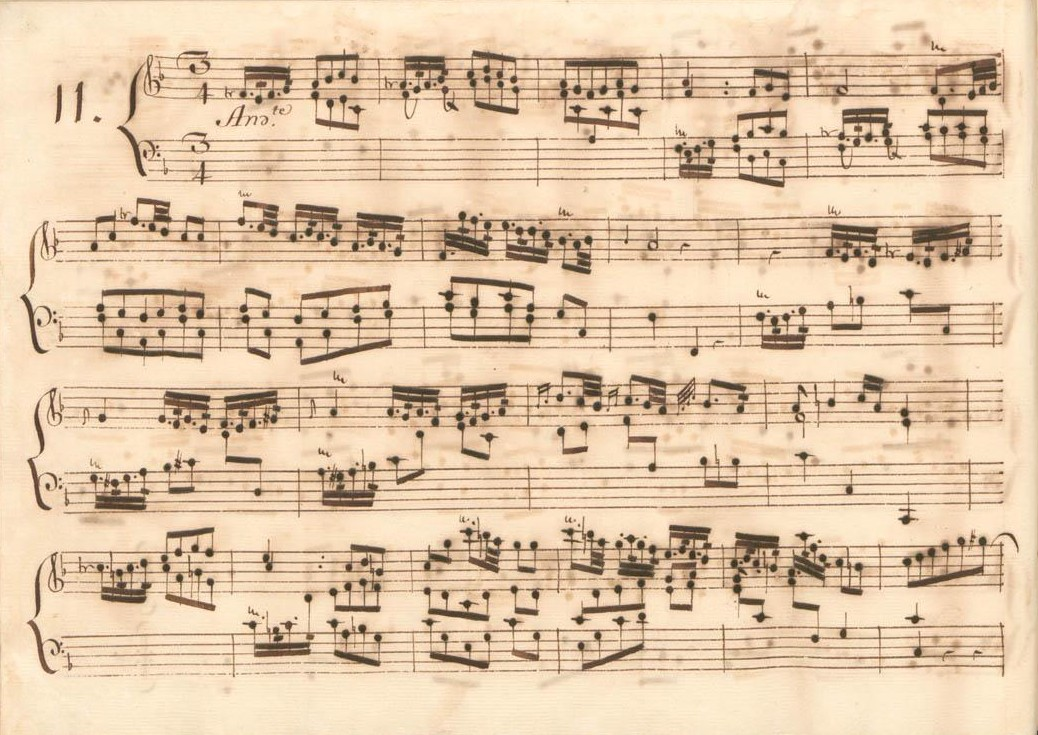
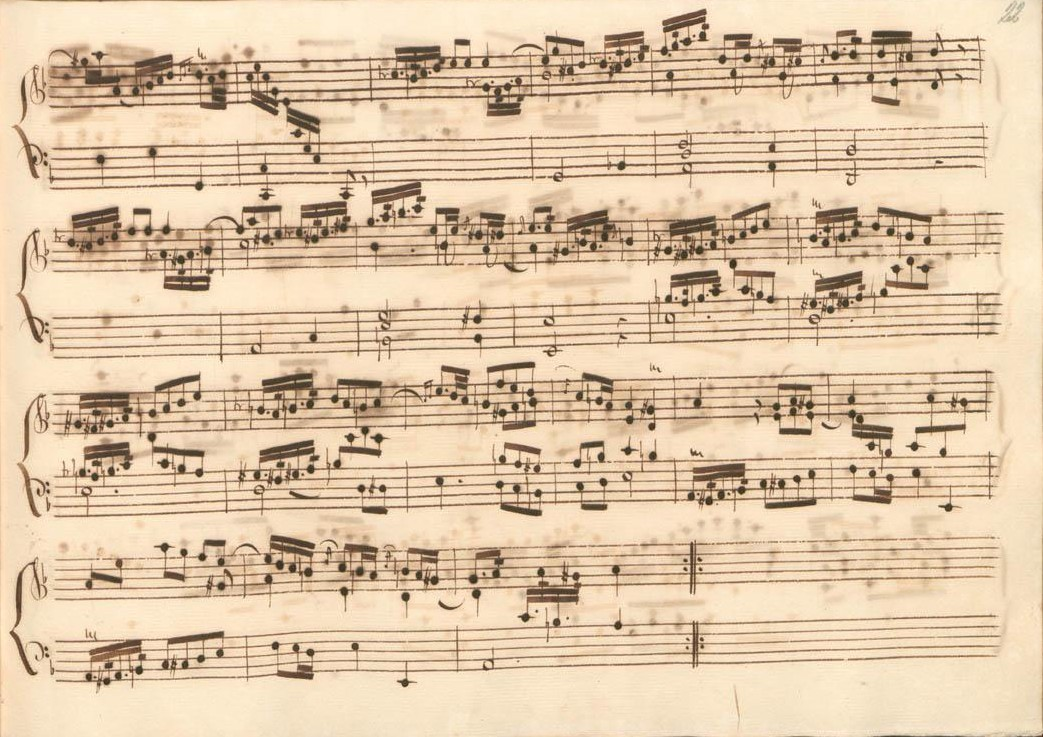
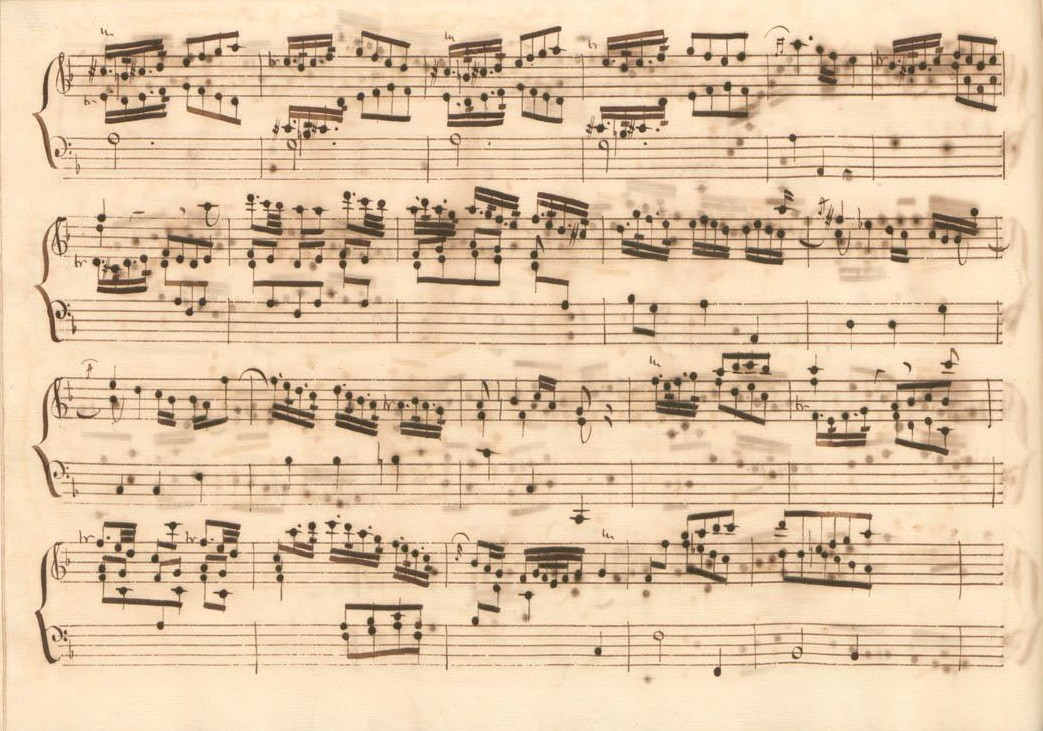
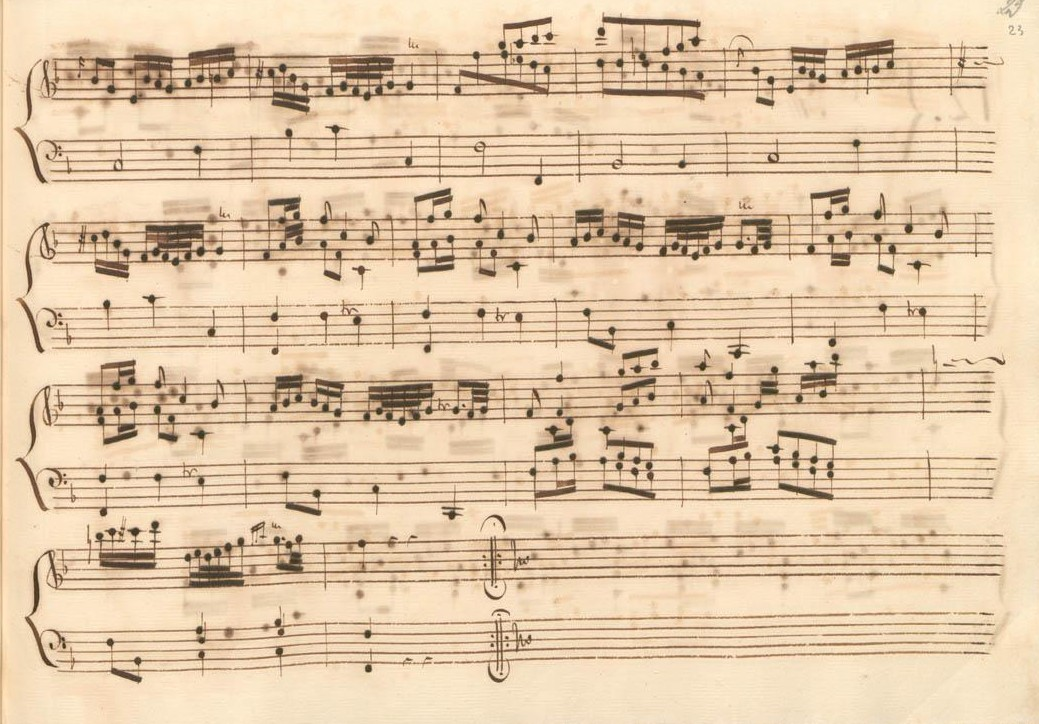

## Interprètes
La sonate K. 256 est défendue au piano, notamment par Carlo Grante (2012, Music & Arts, vol. 3) et Sergio Monteiro (2019, Naxos, vol. 23) ; au clavecin, elle est jouée par Wanda Landowska, Scott Ross (1985, Erato), Richard Lester (2002, Nimbus, vol. 2), Skip Sempé (2007, Paradizio) et Pieter-Jan Belder (Brilliant Classics).

## Sources
: document utilisé comme source pour la rédaction de cet article.
- Ralph Kirkpatrick (trad. de l'anglais par Dennis Collins), Domenico Scarlatti, Paris, Lattès, coll. « Musique et Musiciens », 1982 (1re éd. 1953 (en)), 493 p. (ISBN 978-2-7096-0118-4, OCLC 954954205, BNF 34689181).
- Alain de Chambure, « Domenico Scarlatti, Intégrale des sonates — Scott Ross », Erato/Éditions Costallat (2564-62092-2 (livret : 2292-45309-2)), 1985 (OCLC 891183737) .
- (en) Carlo Grante, « Domenico Scarlatti, intégrale des sonates pour clavier (vol. 3) », Music & Arts (CD-1292), 2013 (OCLC 907929504) .